# Collix suffusca
Collix suffusca är en fjärilsart som beskrevs av W. Warren 1907. Collix suffusca ingår i släktet Collix och familjen mätare. Inga underarter finns listade i Catalogue of Life.